# ボワシ
『ボワシ』 （Voici ）は、フランスの女性週刊誌。1987年創刊。